# Sanktuarium Matki Bożej Królowej Pokoju w Neviges
Sanktuarium Matki Bożej Królowej Pokoju w Neviges – późnomodernistyczny kościół w Neviges, dzielnicy miasta Velbert w Niemczech, wybudowany w latach 1966–1968 według projektu Gottfrieda Böhma. Budowla jest przykładem brutalizmu w architekturze.

## Historia
Pod koniec XVIII wieku Neviges stało się celem pielgrzymek do cudownego obrazu Niepokalanego Poczęcia. Liczba pielgrzymów znacznie przekraczała możliwości lokalowe kościoła oraz barokowego klasztoru znajdującego się w mieście. Pomysły budowy nowego, większego kościoła pojawiały się regularnie od początku XX wieku, dopiero jednak w 1960 rozpoczęto konkretne przygotowania do ich realizacji. Przedstawiono wizję kościoła, który pomieściłby 7–8 tys. wiernych, z łatwo dostępnym miejscem ekspozycji obrazu, który można by umieścić odpowiednio nisko i we własnej kaplicy. Kościół powinien mieć odpowiednio szerokie ciągi komunikacyjne, ołtarz w wielkim stylu, dwuczęściową zakrystię – osobną dla kapłanów, osobną dla ministrantów, jak też dzwonnicę z pięcioma dzwonami. Rozpisano konkurs, w którym wzięło udział 15 architektów. Arcybiskup Kolonii Joseph Frings, który współdecydował o wyborze projektu, zwrócił się do projektantów o przedstawienie prac konkursowych w formie modelu przestrzennego, co spowodowane było jego słabnącym wzrokiem. Zwyciężyła praca Gottfrieda Böhma, której bryła przypominała kryształ bądź skalistą górę. Nie bez znaczenia przy wyborze projektu był fakt, że Frings był uczestnikiem soboru, gdzie „duchowni pragnęli, by Kościół wszczął duszpasterski dialog ze współczesnością”, a projekt Gottfrieda Böhma w pełni spełniał te założenia.
Kamień węgielny wmurowano w roku 1966. Po trzydziestu miesiącach prac kościół został ukończony i poświęcony 23 maja 1968 roku. Z powodów finansowych nie zamontowano ogrzewania, licząc na obsługę pielgrzymów głównie w miesiącach letnich, jednak ze względu na całoroczne pielgrzymki ostatecznie wyposażono go w ogrzewanie.
We wrześniu 1978, trzy tygodnie przed wyborem na papieża, podczas swojej podróży po Niemczech, sanktuarium odwiedził Karol Wojtyła wraz z kardynałem Stefanem Wyszyńskim. Wizyta została upamiętniona tablicą umiejscowioną w kaplicy z obrazem Niepokalanego Poczęcia. W innej kaplicy bocznej wisi kopia obrazu Matki Boskiej Częstochowskiej, podarowana przez Wyszyńskiego podczas tej samej wizyty.
W 2010 zamontowano organy, przeniesione z kaplicy św. Antoniego w Hildesheim, które zostały zbudowane w 1976 roku przez firmę braci Stockmannów.
W lutym 2016 nieznani sprawcy ukradli obraz Niepokalanego Poczęcia, po czym po kilku dniach porzucili go w pobliżu kościoła, gdzie znaleźli go franciszkanie opiekujący się świątynią.

## Architektura

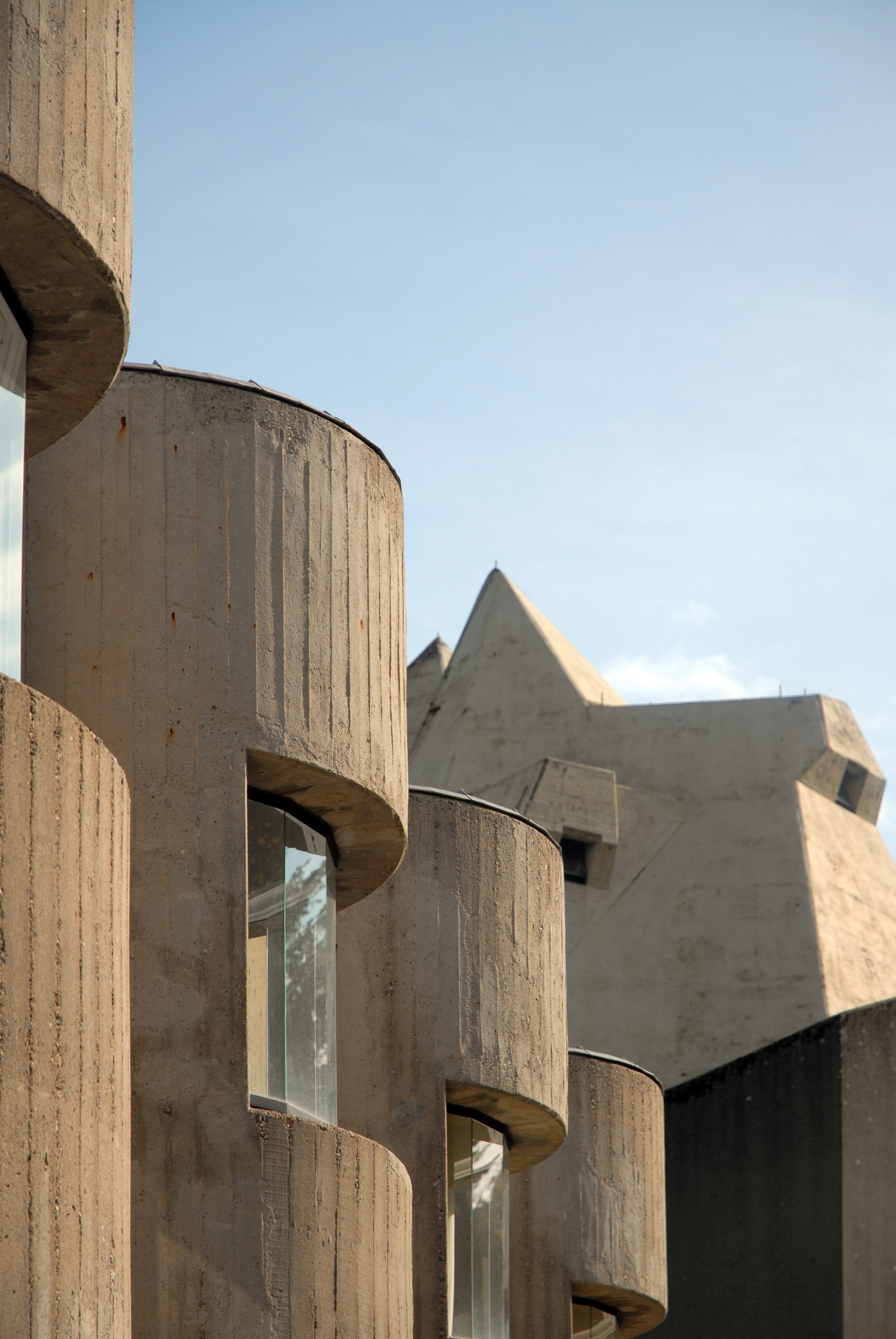
Kontrast między łukowatym hostelem dla pielgrzymów a dachem kościoła

Betonowa konstrukcja, która przypomina kryształ lub szczyty górskie jest przykładem późnomodernistycznego brutalizmu, nawiązującego do dzieł niemieckich ekspresjonistów z lat 20. XX wieku. 
Bryła kościoła postawiona jest na planie nieregularnej figury o długości 50 m i szerokości 37 m, zajmując powierzchnię około 2000 m². Dach w kształcie trzech zachodzących na siebie betonowych namiotów wznosi się w najwyższym miejscu na wysokość 34 metrów. Do wnętrza prowadzą schody o łagodnej linii, biegnące wzdłuż hosteli dla pielgrzymów, które swoimi łukowatymi kształtami wyraźnie kontrastują z nieregularnością spiczastych form świątyni. Zamysłem architekta Gottfrieda Böhma było zwieńczenie drogi pielgrzymkowej, która prowadzi wprost do wejścia i dalej do ołtarza umiejscowionego w środku.

## Pielgrzymowanie
Głównym celem pielgrzymek do Neviges jest obraz Niepokalanego Poczęcia – umieszczony w sanktuarium w oddzielnej kaplicy, na bogato rzeźbionej kolumnie. Rzeźba przedstawia podobną do drzewa praroślinę, z której korony wyłania się Madonna z Dziecięciem oraz końce krzyża łacińskiego. Rocznie do świątyni przybywa około 200 tys. osób.
Niemiecka Polonia także pielgrzymuje do Neviges, które jest przez nią nazywane potocznie „westfalską Częstochową”. Tradycyjnie pielgrzymki te odbywają się w trzecią sobotę i niedzielę czerwca.

## Krytyka

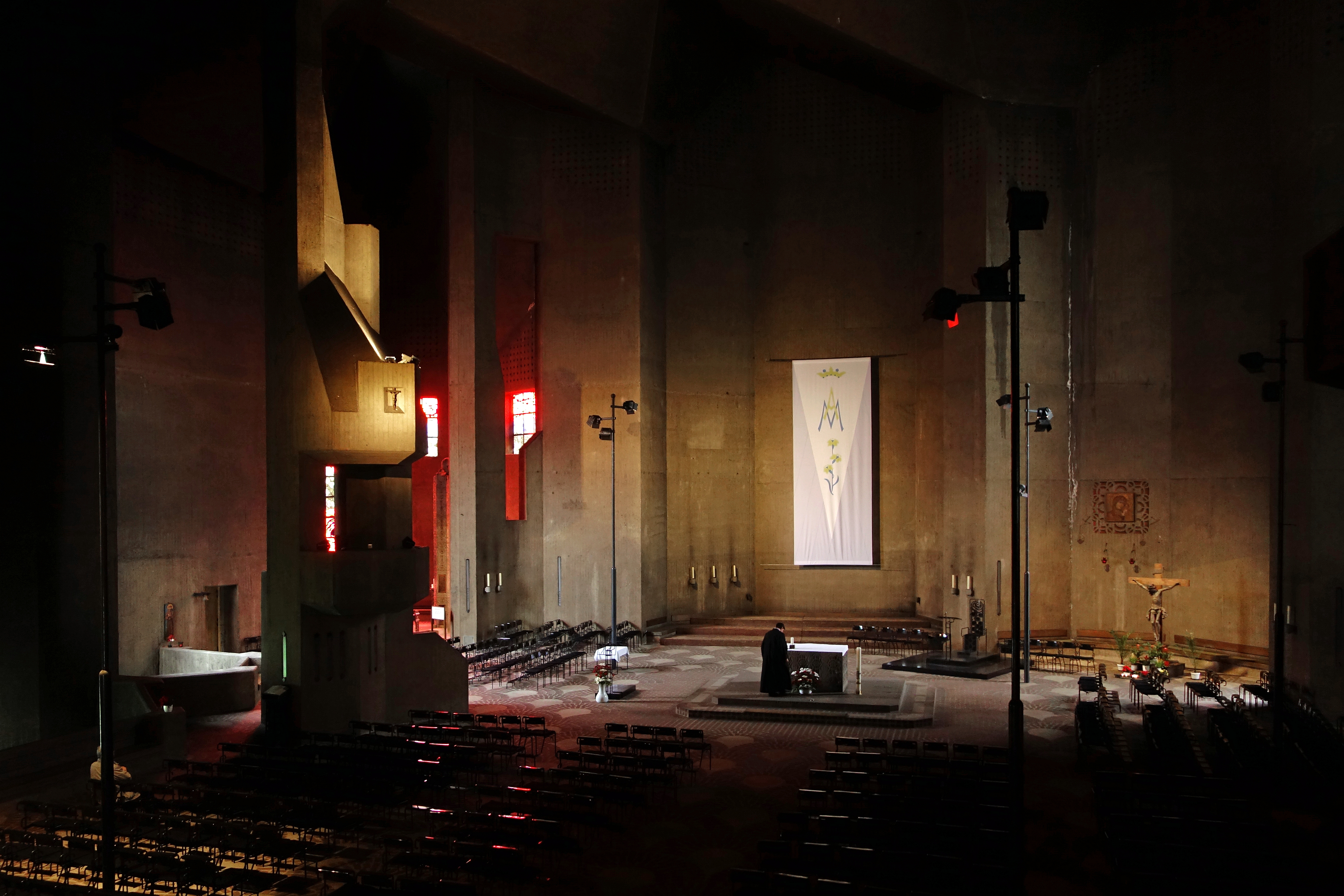
Wnętrze sanktuarium

Betonowa konstrukcja kościoła, prawie pozbawiona okien, przywodzi na myśl bunkier, a ciemne wnętrza, gładkie i gołe ściany sprawiają wrażenie miejskiego rynku. Świątynia nazywana jest złośliwie „namiotem pielgrzymów” lub „małpią górą”.
Zrodziły się wątpliwości, czy bryła kościoła, który został zaprojektowany przez architekta będącego również projektantem Wielkiego Meczetu w Kolonii, nie traci wymiaru sakralnego, ponieważ w ogóle nie przypomina tradycyjnych świątyń. Heinrich Klotz, dyrektor Muzeum Architektury we Frankfurcie nad Menem, określił sanktuarium jako „wyłaniającą się olbrzymią opokę boską, która wykrystalizowała się z miasta... tak bardzo, że należałoby przebudować całe to miasto, by pasowało do kościoła”.

„Mój ojciec pierwszy raz zobaczył kościół pewnego deszczowego, listopadowego dnia. I kiedy tak stał w wejściu, gdzie jest szczególnie ciemno, powiedział: to najbrzydszy kościół jaki kiedykolwiek widziałem.”